# IJsklimmen

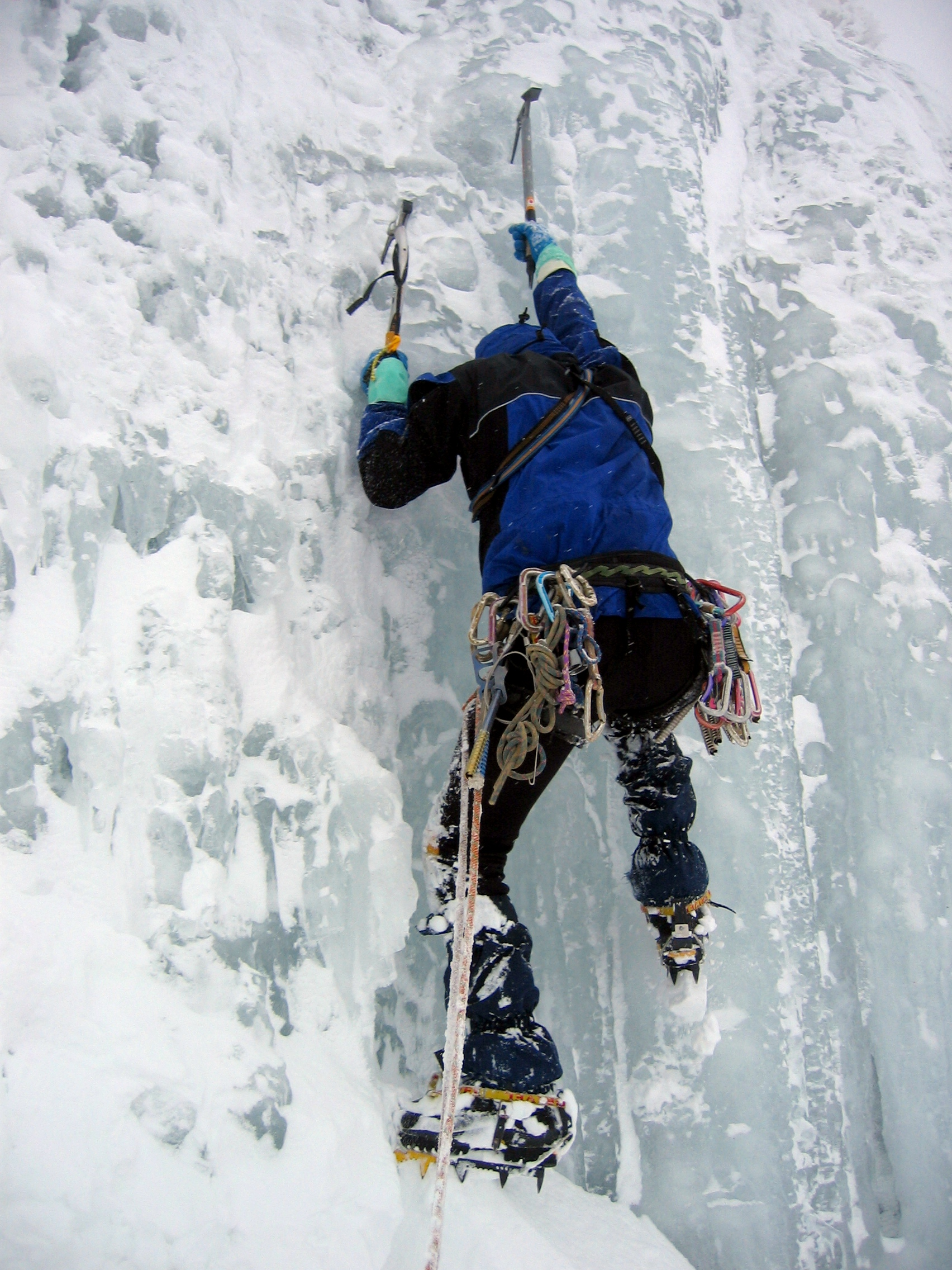
beklimming van een ijsval

IJsklimmen is het beklimmen van steil ijs. Dit kan onderdeel zijn van een alpinistische route, zoals op een sneeuw/ijs-wand of in een couloir met ijs, of doelgericht op bevroren watervallen (ijsvallen). Het is een doorontwikkeling van het alpinisme. Daarvoor werden al stijgijzers en pikkel (pickel) gebruikt op sneeuw en ijs van gletsjers en graten. Voor steiler ijs ontwikkelde men gaandeweg speciale uitrusting, met name specialistische stijgijzers met verticale punten, ijsbijlen met meer gehoekte doorns, gekromde stelen en speciale handvatten, en holle ijsschroeven voor het bevestigen van zekeringspunten. Ook dragen ijsklimmers speciale schoenen met ijzeren punten. Deze punten prikken tijdens het klimmen in het ijs en zorgen ervoor dat de voeten niet wegglijden.
IJsklimmen heeft speciale risico's, naast die van algemeen alpinisme. Het ijs waarop men klimt kan als gevolg van een te hoge temperatuur losbreken van de rotswand, bij belasting of bij inslaan van de bijlen. Als gevolg kan men met ijs en al vallen. Complete ijspegels of -kolommen die men beklimt kunnen afbreken, met hetzelfde resultaat. Hangende (grote) ijspegels kunnen 'spontaan' afbreken en op klimmers daaronder terechtkomen. Door klimmers losgeslagen schollen ijs kunnen op de klimpartner of andere klimmers terechtkomen, ver daaronder. Van bovenliggende (steile) sneeuwvelden kunnen lawines komen. 
Er bestaan speciale klimhallen waarvan de wanden bedekt zijn met kunstmatig gemaakt ijs. Deze ijswanden zien er hetzelfde uit als echte ijswanden in de natuur en de ijsklimmers worden hier bevestigd aan touwen, zodat ze niet naar beneden kunnen vallen als ze uitglijden. Door eerst hier te gaan klimmen, kunnen klimmers de nodige ervaring op doen voordat ze in de bergen gaan klimmen.